# John Child (Wirtschaftswissenschaftler)
John Child (* 1940) ist ein britischer emeritierter Wirtschaftswissenschaftler und vormaliger Chair of Commerce an der University of Birmingham daneben noch Diageo Professor of Management der University of Cambridge und Distinguished Visiting Professor der Universität Hongkong. Er hält noch Gastprofessuren in Brasilien und China. Darüber hinaus ist er Professor für Management an der Plymouth University in Großbritannien.

## Ausbildung
Child absolvierte ein Masterstudium in Wirtschaftswissenschaften an der University of Cambridge und blieb an der Universität bis zur Erlangung des Doktorgrades.

## Karriere
Child begann seine Karriere mit Anstellungen bei Rolls-Royce im Marketing und Personalbüro, wo er mit der Reorganisation der Oil-Engine-Division beteiligt war. Von 1966 bis 1968 arbeitete er als Fellow an der Aston University, wo er mit der Aston-Gruppe um Derek S. Pugh in Verbindung kam. 1968 bis 73 arbeitete er an der Wirtschaftsfakultät der London Business School. Mit seiner Berufung zum Professor für Organizational Behaviour der Aston University, 1973, nahm er seine eigene Lehrtätigkeit auf. 1986 bis 89 wirkte er als Dekan der Aston Business School. 1989 bis 90 wurde er stellvertretender Dekan des China-European Community Management Centres in Peking, mit dem er seit 1985 in Beziehung stand. Das Center ist das einzige ausländisch-chinesische Management-Institut, dass die Ereignisse am Tian’anmen-Platz (4. Juni 1989) überdauerte und sich inzwischen zur China Europe International Business School weiterentwickelt hat. 1991 übernahm er den Diageo Chair of Management in Cambridge.
1992 bis 1996 war er Chefredakteur der renommierten Fachzeitschrift Organization Studies und er ist Gründer des Centre for International Business and Management (CIBAM) in Cambridge. Unter seiner Leitung erhöhte sich die Auflage der Organization Studies um 50 %.
Neben seinen Aktivitäten in der Lehre und Publizistik gründete Child 1973 auch eine Unternehmensberatung, die er später verkaufte.

## Ehrungen
1984 verlieh die University of Cambridge Child den Doctor of Science, einer Ehrung für seine außerordentlichen Beiträge zur Lehre. 1996 verlieh ihm eine die Handelshochschule Helsinki einen Ehrendoktor ebenso wie 2009 die Corvinus-Universität Budapest. 2002 wurde Child zum Fellow der Academy of Management und der British Academy of Management gewählt. 2004 wurde Child der Distinguished Contribution Award der chinesischen Management-Forschungsgesellschaft verliehen, die ihm 2012 auch die erste Würdigung dieser Art für sein Lebenswerk verlieh. 2006 wurde Child zum Ehrenmitglied der European Group for Organizational Studies (EGOS) ernannt. Im selben Jahr wurde er zum Fellow der British Academy gewählt. 2009 erhielt er den Terry Award der Academy of Management. Die Aston University – Childs wohl wichtigste Wirkungsstätte – verlieh ihm die Ehrendoktorwürde in 2013.

## Arbeiten
Child erforschte das allgemeine Management und die Wirtschaftsreformen in China. Daneben untersuchte er die Organisation und Leistung von strategischen Allianzen, die Internationalisierung von Kleinen und mittleren Unternehmen sowie die Entwicklung neuer Organisationsformen.

## Bibliografie
- (1973) Man and organization: the search for explanation and social relevance; Routledge
- (1977) Organization: a guide to problems and practice, Harper & Row
- (1982) Lost managers: supervisors in industry and society, Cambridge University Press
- (1987) Organization of innovation: east-west perspectives; W. de Gruyter
- (1988) Innovation and management, W. de Gruyter
- (1996) Management issues in China, Routledge
- (2003) The management of international acquisitions, Oxford Scholarship
- (2005) Strategies of cooperation: managing alliances, networks, and joint ventures, Oxford University Press
- (2009) Corporate co-evolution: a political perspective, Blackwell Publishers